# Xhosa Cole
Xhosa Cole (* 1997 in Handsworth, Birmingham) ist ein britischer Jazzmusiker (Tenorsaxophon, Flöten, Komposition).

## Leben und Wirken
Cole, der in Birmingham aufwuchs, konnte dank des dortigen Music Service ab dem Alter von zwölf Jahren unentgeltlich klassischen Saxophonunterricht erhalten und in verschiedenen Gruppenkonstellationen von der Jazzband bis hin zum Jugendsinfonieorchester spielen. Bis 2021 absolvierte er dann ein Jazzstudium auf dem Trinity Laban Conservatoire of Music and Dance.
2021 legte Cole sein Debütalbum Know Them, Know Us auf dem Birminghamer Label Stoney Lane vor; im Folgejahr erschien das Album Ibeji, das gleichfalls positive Kritiken erhielt und im selben Jahr von ihm mit Hamid Drake beim London Jazz Festival vorgestellt wurde.
Cole trat 2022 im Duo mit Pianist Deschanel Gordon beim INNtöne Jazzfestival auf, 2023 mit eigenem Quartett. Er ist auch auf Alben von Soweto Kinch und Rachel Musson zu hören.
"025 legte er das Thelonious Monk gewidmete Album On a Modern Genius, Vol. 1 vor.

## Preise und Auszeichnungen
Cole ist der Gewinner des BBC Young Jazz Musician of the Year 2018. 2019 erhielt er den Parliamentary Jazz Award als bester Newcomer, 2020 den Jazz FM Award.

## Diskographische Hinweise
- Xhosa Cole, Scott Johannsson, Pøgman, Justin K. Broadrick, Pram: for-Wards (2018, EP)
- EIF & Xhosa Cole: Autumn Conversations (2018, mit Kamil Bogusławski, Kamil Ilcewicz)
- K(no)w Them, K(no)w Us (Stoney Lane Records, 2021, mit Jay Phelps, James Owston, James Bashford)
- Ibeji (Stoney Lane Records, 2022, mit Adriano Adewale, Lekan Babalola, Jason Brown, Azizi Cole, Corey Mwamba, Mark Sanders, Ian Parmel)
- On a Modern Genius, Vol. 1 (2025)